# Cricetulus longicaudatus
Cricetulus longicaudatus és una espècie de mamífer rosegador de la família dels cricètids. Viu a la Xina, el Kazakhstan, Mongòlia i Rússia. Es tracta d'un animal nocturn que s'alimenta de llavors i insectes. El seu hàbitat natural són les zones desèrtiques, els matollars, els boscos i els prats alpins. És una espècie en risc mínim, és a dir, no sembla que hi hagi cap amenaça significativa per a la seva supervivència. El seu nom específic, longicaudatus, significa ‘cuallarg’ en llatí.